# Nephepeltia phryne
Die Nephepeltia phryne ist eine der sechs Libellenarten der Gattung Nephepeltia aus der Unterfamilie Brachydiplacinae. Erstmals beschrieben wurde die Art 1834 durch Josef Anton Maximilian Perty anhand eines Männchens aus Piauí in Brasilien. Es werden die beiden Unterarten Nephepeltia phryne phryne und  Nephepeltia phryne tupiensis unterschieden.

## Bau der Imago
Der ungefähr 16 Millimeter lange Hinterleib (Abdomen) der Männchen ist schwarz und weist eine hellgelbe Zeichnung auf. Das dritte Segment besitzt länglich keilförmige Flecken. Auf dem vierten Segment sind die Flecken etwas kleiner. Die Segmente fünf und sechs sind an der basalen Seite des Segments hellgelb. Das siebte Segment ist bis knapp vor der Hälfte mit einem Doppelfleck gezeichnet. Die Bereifung auf dem ersten und zweiten Segment ist nicht hellgelb, sondern violett blau. Die Hinterleibsanhänge sind ungefähr so lang wie das zehnte und neunte Segment zusammen. Das Weibchen ist sehr ähnlich gefärbt. Die Zeichnungen sind aber ausgeprägter. Ihr Abdomen ist auch etwas kürzer und misst nur 13 Millimeter.
Der Brustkorb (Thorax) ist bei den Männchen metallisch dunkel grünblau und besitzt manchmal eine helle Antehumeralbinde. Auf den Seiten bereifen den Thorax drei violett blaue Streifen. Die Seiten des weiblichen Thoraxes  sind gelblich.
Bei den Männchen ist die Unterlippe manchmal weißlich gelb, manchmal seitlich gelb und in der Mitte schwarz. Die Oberlippe ist wie das Gesicht ebenfalls weißlich gelb. Die Stirn ist auf der Oberseite wie auch der Vertex metallisch blau.
Die Hinterflügel sind circa 18 Millimeter lang. Das Flügelmal (Pterostigma) misst um die 1,5 Millimeter.

## Weblink
- Nephepeltia phryne in der Roten Liste gefährdeter Arten der IUCN 2013.2. Eingestellt von: von Ellenrieder, N., 2007. Abgerufen am 3. März  2014.